# H to He, Who Am the Only One
H to He, Who Am the Only One è il terzo album in studio del gruppo progressive inglese Van der Graaf Generator, pubblicato nel dicembre del 1970 dalla Charisma Records.
Durante l'incisione dell'album il bassista Nic Potter lasciò la band. L'organista Hugh Banton suonò il basso nei due brani non ancora terminati. Nei concerti, Banton provvederà a suonare i pedali per ovviare alla mancanza del bassista. Robert Fripp, chitarrista dei King Crimson, ha collaborato alla creazione dell'album, suonando in un brano.
H to He nel titolo allude alla fusione nucleare che trasforma l'idrogeno (H) in elio (He), per poi giocare sul pronome personale maschile he nel resto della frase. In Pioneers Over c la lettera "c" si riferisce alla velocità della luce.

## Tracce[2]
Tutti i brani sono stati composti da Peter Hammill, eccetto dove indicato.
Lato A
1. Killer – 8:24 (Peter Hammill, Hugh Banton, Judge Smith)
2. House With No Door – 6:37
3. The Emperor in His War Room – 8:18

Durata totale: 23:19
Lato B
1. Lost – 11:13
2. Pioneers Over c – 12:25 (Peter Hammill, David Jackson)

Durata totale: 23:38

### Tracce bonus della versione rimasterizzata del 2005[3]
1. Squid 1 / Squid 2 / Octopus – 15:24
2. The Emperor in His War Room (first version) – 8:50

## Formazione
Van der Graaf Generator
- Peter Hammill - voce, chitarra acustica
- Guy Evans - batteria, timpani, percussioni
- Hugh Banton - organo Hammond e Farfisa, pianoforte, oscillatore, voce di supporto; basso nei brani "House With No Door" e "Pioneers Over c"
- David Jackson - sassofono tenore, contralto e soprano, flauto, voce di supporto
- Nic Potter – basso nei brani "Killer", "The Emperor in His War Room" e "Lost"

Membri esterni
- Robert Fripp – chitarra elettrica in "The Emperor in His War Room"

Produzione
- John Anthony - produttore
- Robin Cable, David Hentschel - ingegneri
- Paul Whitehead - designer della copertina